# Nea Roda
Nea Roda (griechisch Νέα Ρόδα (n. pl.)) ist ein Küstendorf der Gemeinde Aristotelis in der griechischen Region Zentralmakedonien. Zusammen mit zwei kleinen Küstensiedlungen bildet es die gleichnamige Ortsgemeinschaft. Nach der Volkszählung von 2011 leben ganzjährig 1153 Einwohner in Nea Roda. Während der Sommermonate steigt die Zahl bis auf 6000.
Roda heißt übersetzt Granatäpfel (griechisch: Ρόδι, Rodi, Granatapfel; Ρόδα, Roda, Granatäpfel) und bezieht sich auf die vielen Granatapfelbäume in der Umgebung des ursprünglichen Dorfes Roda in der heutigen Türkei. Auch im ‚neuen‘ Roda weisen auffällig viele Granatapfelbäume auf die Verbundenheit der Menschen zu ihrer Geschichte hin.

## Lage
Die Ortsgemeinschaft Nea Roda erstreckt sich über 16,319 km² auf dem Isthmus zwischen den Halbinseln Chalkidiki und Athos. Im Westen grenzt Ierissos, im Osten Ouranoupoli sowie eine Exklave von Ierissos an und im Süden eine Exklave Ammoulianis. Der Küstenort Nea Roda liegt auf der Nordseite der Landzunge zum Golf von Ierissos, die kleinen Küstensiedlungen Metochi Agiou Pavlou und Skala auf der Südseite am Singitischen Golf.

## Geschichte
Zur Zeit der Perserkriege ließ der persische Großkönig Xerxes I. 480 v. Chr. auf dem Gebiet des heutigen Nea Roda den 1.800 m langen und 30 m breiten Xerxes-Kanal erbauen, um seinen Schiffen eine Umsegelung der Halbinsel Athos zu ersparen. 10 Jahre zuvor hatte die persische Flotte, unter der Leitung des Feldherren Mardonios, durch einen Sturm nahe dem Athos-Gebirge große Verluste erlitten. Für die Errichtung des Kanals wurden Einwohner der umliegenden Gebiete, hauptsächlich Akathos und Sani, zwangsrekrutiert. Der Bau dauerte ungefähr 3 Jahre. Der Xerxes-Kanal ist inzwischen versandet, lässt sich allerdings auf Satellitenaufnahmen noch gut erkennen.
Einem Zitat Herodots zufolge diente der Kanal primär als Machtdemonstration Xerxes’, wäre es doch weniger aufwendig gewesen, die Flotte über Land ziehen zu lassen.

## Archäologie
Auf dem Gebiet von Nea Roda werden seit 1990 archäologische Untersuchungen vorgenommen, bei denen neben einem Haus auch ein Tempel-Heiligtum zu Tage gefördert wurde. In archaischer Zeit war dieses Heiligtum erst der Stadt Sane zugehörig, bevor sie später der 315 v. Chr. von Alexarchos (Bruder des berühmten makedonischen Heerführers Kassandros) gegründeten Stadt Ouranoupolis angeschlossen und durch weitere Bauwerke, darunter Denkmäler und einen hellenischen Tempel, erweitert wurde.

## Verkehr
Die Ethniki Odos 16 zwischen Thessaloniki und Ouranoupoli verläuft am südlichen Ortsrand Nea Rodas. Die Entfernung nach Thessaloniki beträgt etwa 115 km. Öffentliche Busse des Verbunds KTEL-Chalkidikis (ΚΤΕΛ Χαλκιδικής) bedienen mehrfach täglich die Strecke nach Thessaloniki.

## Bevölkerung
Nea Roda wurde 1923 auf dem Gebiet des ehemaligen Provlakas (‚vor dem Kanal‘) von griechischen Flüchtlingen gegründet. Wie bei vielen Flüchtlingssiedlungen haben auch die Menschen der verlorenen Heimat Roda (heutiges Narlı) den Namen ihres Heimatortes in den der neuen Siedlung übernommen und mit ‚Nea‘ (‚neu‘) ergänzt.
In der Kirche der Heiligen Maria und des Heiligen Nikolaos steht eine Ikone der Heiligen Jungfrau, welche von den Flüchtlingen mitgebracht wurde.
Die Einwohner beschäftigten sich ursprünglich vorwiegend mit Fischerei und Landwirtschaft. Seit Einzug des Tourismus in die Region stellt dieser das Haupteinkommen der Bevölkerung dar.
Bevölkerungsentwicklung von Nea Roda
| Jahr                 | griechischer Name   | 1920 | 1928  | 1940 | 1951 | 1961 | 1971 | 1981 | 1991 | 2001 | 2011 |
| -------------------- | ------------------- | ---- | ----- | ---- | ---- | ---- | ---- | ---- | ---- | ---- | ---- |
| Nea Roda             | Νέα Ρόδα            | 21*  | 298   | 895  | 894  | 1018 | 925  | 993  | 1143 | 1148 | 1153 |
| Metochi Agiou Pavlou | Μετόχι Αγίου Παύλου |      |       |      |      |      |      | –    | 5    | 8    | 2    |
| Skala                | Σκάλα               |      |       |      |      |      |      | 1    | 4    | 0    | 9    |
| Gesamt               | Gesamt              |      | 426** | 895  | 894  | 1018 | 925  | 994  | 1152 | 1156 | 1164 |

 * als Metochi Provlaka
** einschließlich Metochi Xiropotamou 128 Einwohner

## Volksfeste
- zweitägige Kulturveranstaltung der „neun Tage nach Maria Himmelfahrt“ mit traditionellem Essen und Tänzen.
- Sardinen-Fest am letzten Montag im Juli